# Nicolas Jolivot
Nicolas Jolivot, né le 27 octobre 1965 à Saumur dans le Maine-et-Loire, est un artiste et un auteur-illustrateur français. Ses ouvrages portent principalement sur les thèmes du voyage et de la nature.

## Biographie
Nicolas Jolivot obtient, en juillet 1992, le diplôme de l’École nationale supérieur des arts décoratifs de Paris. La même année, il effectue un tour de France à pied en solitaire et tient alors son « premier journal de voyage », raconte-t-il à Ouest France.
Il se rend ensuite plusieurs fois en Guyane, en Chine, au Maroc, et dans de nombreux autres pays, dans l’idée de se « laisser surprendre par le hasard », c'est-à-dire, en trouvant sur place le matériel pour réaliser ses carnets. Ainsi, pour ce carnettiste, « voyage et dessin sont indissociables. »

## Publications

### Aux sources du Nil, carnets de voyages en Ouganda et en Éthiopie
En octobre 2017, les éditions Elytis publient son livre Aux sources du Nil, carnets de voyages en Ouganda et en Éthiopie. Le mensuel Jeune Afrique qualifie cet ouvrage de « remarquable » par « la qualité de ses croquis », et souligne l’excellence de son travail de portraitiste : « Ses visages, croqués au stylo à bille, sont littéralement animés par la profondeur du regard qui les habite. »

### Japon, à pied sous les volcans
À la suite de la publication de Japon, à pied sous les volcans aux éditions HongFei Cultures en mars 2018, l’hebdomadaire Télérama fait l’éloge de ce « magnifique journal de bord. » Nicolas Jolivot obtient pour ce livre le Grand prix de la fondation d’entreprise Michelin, lors de l’édition 2018 du Rendez-vous du Carnet de Voyage de Clermont-Ferrand. Il reçoit également le prix Pierre Loti 2019.

### Voyages dans mon jardin
En octobre 2021, les éditions HongFei Cultures publient un des livres les plus remarqués de Nicolas Jolivot : Voyages dans mon jardin. Dans cet ouvrage, l’auteur-illustrateur décrit l’évolution sur deux cents ans de ce lopin de terre familial de 300 m2 situé à Bagneux (Maine-et-Loire).
Dès sa publication, le livre suscite l’enthousiasme des médias. Alors que France Inter en fait l’éloge dans l’émission La main verte, France Culture y consacre un épisode de 27 minutes dans l’Esprit des lieux. D’après le journaliste Tewfik Hakem, « le résultat est époustouflant de beauté » avec « 216 pages grand format de dessins méticuleux, accompagnés de textes documentés. » Le journal Libération recense ce livre « que l’on ne peut qu’aimer à tous les âges de la vie », tandis que Le Monde remarque « ses illustrations naturalistes d’une beauté rare. »
Voyages dans mon jardin est ensuite traduit et publié en Italien (trad. Francesca Lazzarato, Orecchio Acerbo, novembre 2022), en Coréen (trad. Park Eonjoo, Bronte salon, novembre 2022), en espagnol (trad. Inés Clavero, Errata Naturae, mars 2023) – le quotidien espagnol El País distingue alors ce « somptueux livre illustré » –, ainsi qu’en russe (trad. Marianne Kojevnikova, Mann, Ivanov and Ferber, 2023) et en allemand (trad. Julia Braun, Dölermann, février 2025).

### Tino, un merle au jardin
En septembre 2024, les éditions HongFei Cultures publient son ouvrage Tino, un merle jardin. Selon le quotidien régional Le Courrier de l’Ouest, l’auteur « prolonge avec tendresse » le livre Voyages dans mon jardin. Tino, un merle jardin est remarqué pour son message animaliste. Il obtient ainsi le Prix Maya 2025 du meilleur ouvrage jeunesse.

## Œuvres

### Publications
- Le Calligraphe, texte de Chung-Liang Yeh, éditions HongFei Cultures, avril 2013.
- Chine, scènes de la vie quotidienne, éditions HongFei Cultures, mai 2014.
- Carnets de Chine, éditions Elytis, octobre 2014.
- Shanghai promenades, éditions HongFei Cultures, octobre 2016.
- Aux sources du Nil, Carnets d’Ouganda et d’Ethiopie, éditions Elytis, octobre 2017.
- La grenouille et les singes, texte de Geneviève Clastres, éditions HongFei Cultures, octobre 2017.
- Japon, à pied sous les volcans, éditions HongFei Cultures, mars 2018.
- Baltique, à pied d’île en île, éditions HongFei Cultures, mai 2019.
- Chifan ! Manger en chine, éditions HongFei Cultures, janvier 2020.
- Voyages dans mon jardin, éditions HongFei Cultures, octobre 2021.
- Eole-roi, le livre des vents, éditions HongFei Cultures, octobre 2022.
- Pékin été hiver, éditions Elytis, novembre 2022.
- Tino, un merle au jardin, éditions HongFei Cultures, septembre 2024.
- Des îles de Loire, éditions Elytis, octobre 2024

### Publications dans des revues
- Bouts du monde 2011, numéro 5, Buenos Aires, A comer !
- Bouts du monde 2012, numéro 12, Chine, Camping sauvage au bord du fleuve Jaune.
- Bouts du monde 2014, numéro 18, Chine, La folle croissance du terminus.
- Bouts du monde 2023, numéro 53, Chine, Promenade au parc.
- Bouts du monde 2024, Hors série Best of Bouts du monde.

### Ouvrage collectif
- Dix ans tout juste, éditions HongFei Cultures, octobre 2017.

### Décors pour le théâtre
- Les fables enchantées, sur les partitions d’Isabelle Aboulker et une mise en scène de Valeria Altaver.

### Expositions
- [2010-2011] Carnets de voyage, le monde au bout du crayon, Musée de la Poste, Paris.
- [2013] Carnets de voyages en Chine, Institut Confucius, Angers.
- [2024] Carnets de voyages en Chine, Médiathèque Jacques Baumel, Rueil-Malmaison.

## Récompenses
- Pépite documentaire du Salon du livre et de la presse jeunesse en Seine-Saint-Denis 2014[16], pour Chine, scènes de la vie quotidienne
- Coup de cœur des Rendez-vous du carnet de voyage de Clermont-Ferrand 2014, pour Carnets de Chine
- Grand prix de la Fondation Michelin au Rendez-vous du carnet de voyage de Clermont-Ferrand 2018, pour Japon, à pied sous les volcans
- Prix Pierre Loti 2019, pour Japon, à pied sous les volcans
- Prix Saint-Fiacre 2022[17], pour Voyages dans mon jardin
- Prix Maya 2025 du meilleur ouvrage jeunesse, pour Tino, un merle au jardin